# دوبروسلاف جيفديفيتش
دوبروسلاف جيفديفيتش (بالصربية: Доброслав Јевђевић)‏ (و. 1895 – 1962 م) هو شاعر، وعسكري صربي، ولد في Prača (Pale-Prača) ‏، كان عضوًا في البوسنة الشابة، ويحمل رتبة عسكرية فويفودا ‏، توفي في روما، عن عمر يناهز 67 عاماً.

## الخدمة العسكرية
خدم في جيش.

## جوائز
حصل على جوائز منها:
وسام نجمة كاراجورجي الصربي ‏